# Birgitta Ashoff

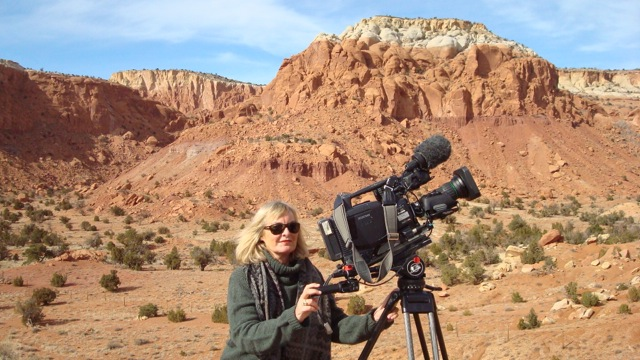
Birgitta Ashoff bei Dreharbeiten in New Mexico

Birgitta Ashoff (* 1. Dezember 1948 in Essen-Bredeney) ist eine deutsche Filmregisseurin, Drehbuchautorin und Journalistin. Sie lebt in Berlin und Rom.

## Leben
Birgitta Ashoff absolvierte ihr Studium in Germanistik und Geographie an der Albert-Ludwigs-Universität Freiburg. Ihr Zweitstudium in Theaterwissenschaften und Philosophie beendete sie an der Universität Wien, wo sie 1978 promoviert wurde. Schon während ihres Studiums moderierte sie beim Südwestfunk Baden-Baden ihre eigene wöchentliche Hörfunksendung „Mittwochjournal“. Gleichzeitig begann sie ihre journalistische Arbeit als Autorin bei den Basler Nachrichten, ab 1980 für die Süddeutsche Zeitung, Die Zeit und die Frankfurter Allgemeine Zeitung. Vor allem für das FAZ-Magazin und die FAZ-Beilage „Bilder und Zeiten“ schrieb sie Künstlerporträts und Reisereportagen. Neben ihrer Tätigkeit als Feature-Autorin (u. a. mit Yves Montand und Nino Rota) in der Hörfunk-Kulturredaktion des Sender Freies Berlin, ist sie seit 1974 als Regisseurin und Drehbuchautorin für die ARD, später auch für arte tätig. Ermutigt durch Begegnungen mit den Regisseuren Louis Malle und Federico Fellini, über den sie 1985 ein Filmportrait (ARD/NDR) drehte, entschied sie sich, vorwiegend als freie Regisseurin zu arbeiten.
Sie interviewte und drehte u. a. mit Irmgard Keun, Herbert von Karajan, Jorge Luis Borges, Nina Berberova, Italo Calvino, Natalia Ginzburg, Giorgio Bassani, Alberto Moravia, Jorge Semprun, Philippe Jaccottet, Gisèle Freund, John Berger, John Updike, John Irving, Steve Reich, Pierre Boulez, Gae Aulenti, Renzo Piano, Claudio Abbado, Maurizio Pollini, Frank O.Gehry, Lucinda Childs und Paul Auster.
Bis heute entstanden mehr als 150 Dokumentarfilme, die vor allem im Fernsehen, aber auch auf internationalen Festivals gezeigt wurden.

## Filmografie (Auswahl)
Porträts
- 2014: Antoine de Saint-Exupéry - Der Himmel, das Meer
- 2013: Daham in den Rockies
- 2013: Der Eisdealer Thomas Bartu
- 2012: Georgia O’Keeffe - Wüste Schönheit (BR)
- 2012: Georgia O’Keeffe - Wüstenvisionen / Les toiles du désert (arte)
- 2011: Susan Sontag - Denkerin und Diva / Une diva engagée (arte)
- 2011: Ellsworth Kelly - Abstrakte Schönheit
- 2011: Nils Holger Moormann - Mit Ecken und Kanten
- 2010: Armando Ruinelli - Glück am Abgrund
- 2009: Anselm Grün – Portrait des Benediktinermönchs
- 2008: Andrea Palladio - Gebaute Schönheit im Veneto
- 2008: Annette Beaufays - Zwischen Samt und Seide
- 2007: Wolfgang Joop – Glanz ohne Glitter
- 2005: James Salter – Mythos Mont Blanc
- 2004: Susan Sontag – Die Liebhaberin des Vulkans
- 2004: Tamara de Lempicka – Eleganz und Erotik des Art déco
- 2003: Paul Klee – Die blaue Glut
- 2003: Amin Maalouf – Von den Häfen der Levante
- 2001: Einar Karason – Portrait des isländischen Schriftstellers
- 2001: Verdis Himmel
- 2000: Adriaan van Dis - Eine Kindheit in Holland
- 1999: James Ensor – Masken, Muscheln und das Meer
- 1999: Das Lächeln der Mona Lisa
- 1998: Bernini und Borromini – Die Rivalen
- 1998: Hector Berlioz – Romantiker und Rebell
- 1998: Goethes Arkadien
- 1997: Katherine Mansfield - Portrait der neuseeländischen Schriftstellerin
- 1997: Die andere Kuppel – Paolo Portoghesi und die neue Moschee von Rom
- 1995: Gustave Caillebotte Maler - Mäzen-Millionär
- 1995: Mario Botta – Licht nach innen
- 1994: Paul Verlaine – Dein Herz ist eine Landschaft
- 1993: Die Philosophin Simone Weil – Die Schönheit, das Unglück und die Liebe
- 1992: Anna Achmatowa – Portrait der russischen Dichterin
- 1991: Höllengefährte Arthur Rimbaud – Eine Spurensuche in den Ardennen
- 1990: Emilio Vedova - Portrait des venezianischen Künstlers
- 1990: Walter Pichler – Bildhauer und Baumeister
- 1989: Joseph Brodsky – Der warf beim Weggehen keinen Blick zurück
- 1988: Luigi Nono – Portrait des venezianischen Komponisten
- 1987: Madeleine Renaud und Jean-Louis Barrault - Kinder des Olymp
- 1986: Wolfgang Hildesheimer - Schlafensmüde bleib ich wach
- 1985: Italo Svevo und Triest
- 1985: Portrait Frederico Fellini (Neufassung 1993)
- 1984: Isaac B. Singer – Verloren in Amerika
- 1984: Philippe Soupault – Der letzte Surrealist
- 1983: Der Zeichner Edward Gorey – Ins schwarze Herz der Dinge
- 1983: Meredith Monk – Neue Töne aus der Neuen Welt
- 1981: Carla Bley – Ein Portrait der amerikanischen Komponistin
- 1981: Lotte Reiniger – Die Frau hinter den Schatten
- 1979: Der Dichter Ernst Meister

Filmische Annäherungen an Städte und Landschaften
- 1976: Zwischen Tanks und Thymian – In der Camargue
- 1986: Wales – Der Norden
- 1987: Cambridge
- 1988: Die Champagne
- 1989: 100 Jahre Eiffelturm
- 1990: London’s Country
- 1990: Weimar – Goethe, Schiller, Herder und die anderen...
- 1991: Kulturlandschaften um Potsdam
- 1993: Bordeaux und die Gironde
- 1993: Im Poitou und entlang der Atlantikküste
- 1993: In Savoyen – mit John Berger
- 1993: Leipzig – Neue Signale für Merkur und die Musen
- 1993: Lyon und das Rhône-Tal
- 1994: Mit Tucholsky in die Pyrenäen
- 1995: Die Île de France – Im Bannkreis von Paris
- 1995: Die Malerlandschaften der Île-de-France
- 1996: Die Dauphiné – Reisewege zur Kunst
- 1998: Die Saale - Portrait eines Flusses
- 1999: Die Maas – Portrait eines Flusses
- 1999: Mailand – Reisewege zur Kunst
- 1999: Palermo – Die wunderbare Katastrophe (Co-Autor Toti Palma)
- 1999: Palermo – Im Land des Leoparden (Co-Autor Toti Palma)
- 2000: Die Drôme – Land des Lichts und des Lavendels
- 2000: Rotterdam - Manhattan an der Maas
- 2001: Syrakus – Das New York der Antike
- 2001: Taos, Texas, Tirol – Wunder der Stille
- 2002: Kampanien – Im Golf von Salerno
- 2002: Siziliens afrikanisches Meer - Auf der Via del Sale
- 2003: Am Meer des Lichts  - Im Golf von Neapel
- 2003: Bordeaux und das Bordelais – Am Meer des Weins
- 2004: An Siziliens Zyklopenküste
- 2004: Bei den Göttern zu Gast – Von Mykene nach Epidauros
- 2005: Im wilden Westen Siziliens – Auf der Via del Sale
- 2005: Sehnsucht nach dem Süden – Italienbilder der Goethezeit
- 2006: Biarritz und die baskische Küste
- 2006: Orientalische Seife – In Aleppo, Tripoli und Beirut
- 2007: An Dalmatiens lichten Küsten
- 2007: Mit Sisi in Wien – Zwischen Monarchie und Moderne
- 2007: Sizilien – Eine Grand Tour von Taormina nach Trapani
- 2008: Im Wienerwald – Geheimnisse und Genüsse
- 2008: Saint-Tropez – Ein Mythos lebt
- 2008: Wien und die Moderne des Biedermeier
- 2009: Die Straße von Messina – Zwischen Sizilien und Kalabrien
- 2010: Rimini – Ein Traum

## Veröffentlichungen
- November 1996: Betörend duften die Gemächer der Marquise (FAZ-Magazin)
- Januar 1996: Glühende Verwirrung - Der arme, reiche Dichter Paul Verlaine (FAZ)
- August 1993: Litt an allen Leiden der Welt - Zum fünfzigsten Todestag der Philosophin Simone Weil (FAZ)
- November 1981: Ich glaube mehr an Märchen als an Zeitungen. Eine Begegnung mit der Filmpionierin Lotte Reiniger (FAZ)
- 1981 oder später: Von der Freiheit des lesenden Blicks. Über John Berger, Vorwort zu der Essay- und Aufsatzsammlung Das Leben der Bilder oder die Kunst des Sehens von John Berger

## Publikation
- Birgitta Ashoff: Die Basler Theater unter Werner Düggelin im Kulturprofil der Schweiz (1968–1975), Dissertation Universität Wien 1978 (Google Books)